# Szprotawa (gmina)
Pour les articles homonymes, voir Szprotawa.
Szprotawa est une gmina urbaine-rurale (gmina miejsko-wiejska) ou mixte de la powiat de Żagań, dans la Voïvodie de Lubusz, dans l'ouest de la Pologne.
Son siège administratif (chef-lieu) est la ville de Szprotawa, qui se situe environ 14 kilomètres au sud-est de Żagań (siège de la powiat) et 42 kilomètres au sud de Zielona Góra (siège de la diétine régionale).
La gmina couvre une superficie de 232,31 km2 pour une population de 21 732 habitants en 2006 avec une population pour la ville de Szprotawa de 12 613 habitants et pour la partie rurale de 9 119 habitants.

## Histoire
De 1975 à 1998, la gmina est attachée administrativement à la voïvodie de Zielona Góra.

Depuis 1999, elle fait partie de la voïvodie de Lubusz.

## Géographie
Outre la ville de Szprotawa , la gmina inclut les villages et localités de :

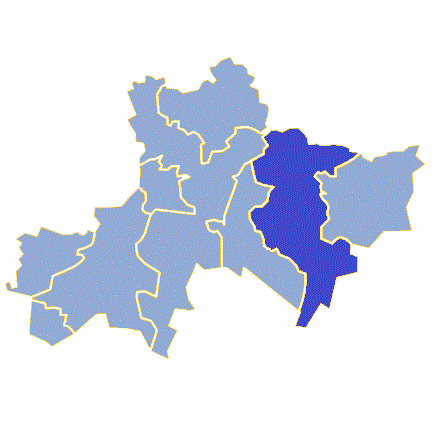
Plan de la gmina

- Biernatów
- Bobrowice
- Borowina
- Buczek
- Cieciszów
- Długie
- Dziećmiarowice
- Dzikowice
- Henryków
- Kartowice
- Leszno Dolne
- Leszno Górne
- Nowa Kopernia
- Pasterzowice
- Siecieborzyce
- Sieraków
- Wiechlice
- Witków

### Gminy voisines
La gmina de Szprotawa est voisine des gminy suivantes :
- Bolesławiec
- Gromadka
- Kożuchów
- Małomice
- Niegosławice
- Nowe Miasteczko
- Osiecznica
- Przemków
- Żagań

## Structure du terrain
D'après les données de 2002, la superficie de la commune de Szprotawa est de 232,31 kilomètres carrés, répartis comme telle :
- terres agricoles : 55%
- forêts : 33%

La commune représente 20,53% de la superficie du powiat.

## Démographie
Données du 30 juin 2004:
| Description        | Total  | Total | Femmes | Femmes | Hommes | Hommes |
| ------------------ | ------ | ----- | ------ | ------ | ------ | ------ |
| Unité              | Nombre | %     | Nombre | %      | Nombre | %      |
| Population         | 21 788 | 100   | 11 234 | 51,6   | 10 554 | 48,4   |
| Densité (hab./km²) | 93,8   | 93,8  | 48,4   | 48,4   | 45,4   | 45,4   |